# Kungliga Motorbåt Klubben

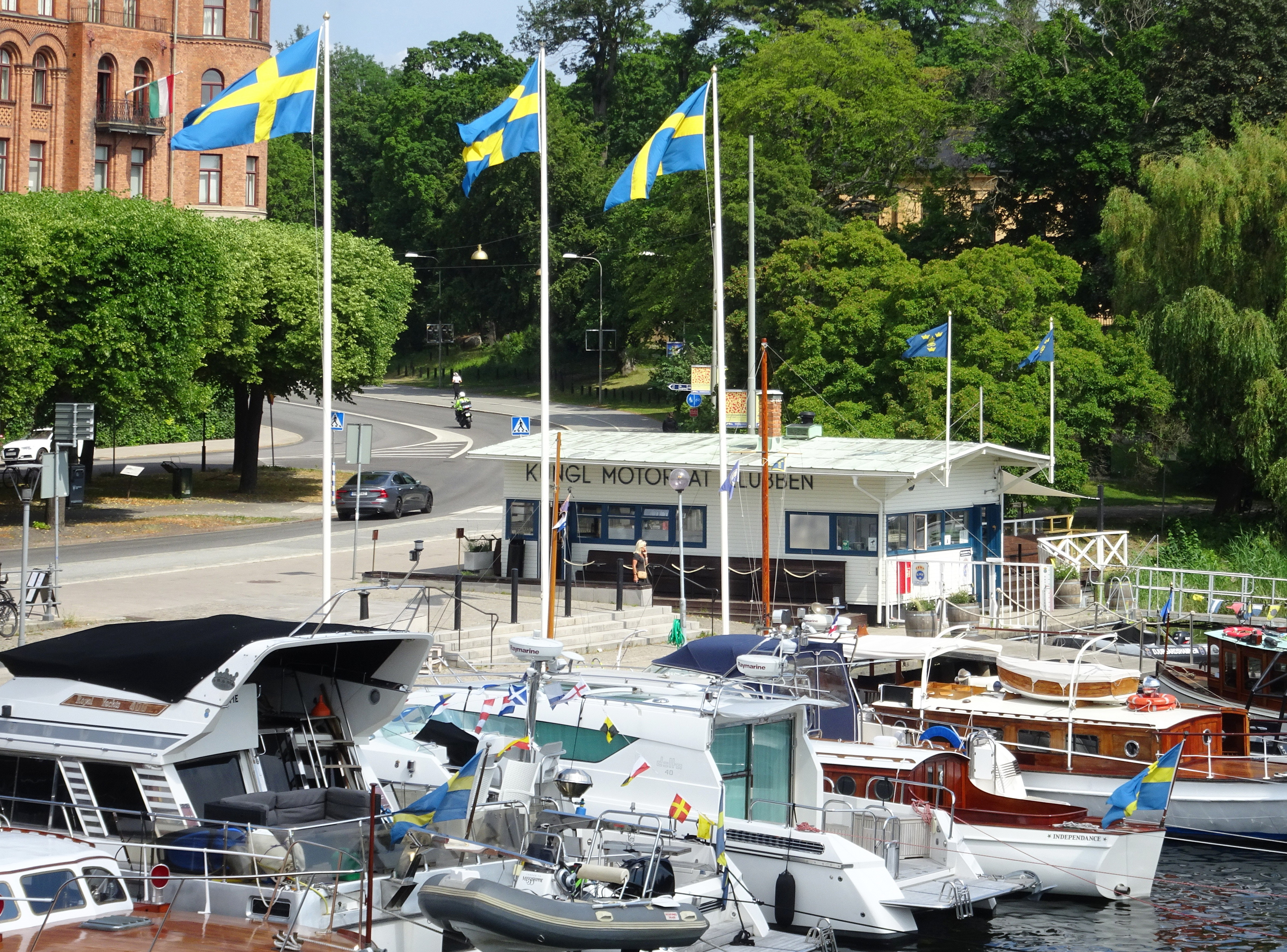
KMK:s klubbhus och hamn i Stockholm.

Kungliga Motorbåt Klubben, KMK, är en svensk båtklubb bildad 1915 ur KAK (Kungliga Automobilklubben). 
Klubben har två hamnar, Djurgårdshamnen i Stockholm och klubbholmen Högböte, belägen i Stockholms skärgård strax sydost om Möja. 
Klubben hade 2021 cirka 2 000 medlemmar med 825 inregistrerade båtar. KMK:s klubbhus i Stockholm uppfördes 1928 eller 1930 efter ritningar av arkitekt Osvald Almqvist och klassas som kulturhistoriskt värdefull.